# Chrastický hadec
Chrastický hadec je přírodní památka poblíž obce Staré Město v okrese Šumperk v Olomouckém kraji. Oblast spravuje Agentura ochrany přírody a krajiny ČR.
Důvodem ochrany je regionálně cenné refugium ohrožených rostlinných společenstev, která se vyvinula na hadcovém skalním výchozu. Ten byl vytlačen na zemský povrch jako hlubinná vyvřelina v geologickém zlomu.